# Kreuzbergsattel
Kreuzbergsattel är ett bergspass i Österrike.   Det ligger i distriktet Spittal an der Drau och förbundslandet Kärnten, i den centrala delen av landet, 290 km sydväst om huvudstaden Wien. Kreuzbergsattel ligger 951 meter över havet. Det ligger vid sjön Weissensee.
Terrängen runt Kreuzbergsattel är bergig åt nordost, men åt sydväst är den kuperad. Närmaste större samhälle är Hermagor, 12,5 km sydost om Kreuzbergsattel. 
I omgivningarna runt Kreuzbergsattel växer i huvudsak blandskog. Runt Kreuzbergsattel är det ganska glesbefolkat, med 24 invånare per kvadratkilometer.